# Georges de Brébeuf
Georges de Brébeuf (Manica, 1617 – Caen, 1661) è stato un poeta francese.

## Biografia
Nipote di Jean de Brébeuf, si distinse, nella nutrita schiera dei versificatori minori del secolo, per la freschezza e la felicità dei suoi componimenti. 
Scrisse versi burleschi, versi leggeri e galanti nel filone del preziosismo alla moda, liriche di accesa ispirazione religiosa raccolte sotto il titolo di Colloqui solitari (Entretiens solitaires, 1660); infine parodiò, in uno stile immaginoso e ben ritmato, il settimo canto dell'Eneide (1651) e la Pharsalia di Lucano (Lucain Travesti en vers enjouëz, 1656). Del poema di Lucano diede anche una traduzione-parafrasi (La Pharsale de Lucain, 1653) ricca di interessanti spunti antitirannici. 

## Opere
- L'Enéide de Virgile en vers burlesques.  Livre septiesme, parodia del settimo libro dell'Eneide di Virgilio, 1650
- La Pharsale de Lucain..., traduzione di Pharsalia di Marco Anneo Lucano, 1654
- Défense de l'église romaine, 1654
- Lucain travesti en vers enjouëz, parodia del settimo libro di Pharsalia di Marco Anneo Lucano, 1656
- Poésies diverses, 1658
- Entretiens solitaires, ou prières et meeditations pieueses, 1660
- Panégyrique de la paix, 1660
- Éloges poétiques, 1661
- Les œuvres de M. de Brébeuf,
- Poésies héroïques, gaillardes et amoureuses, 1666